# シンシチン-2
シンシチン-2（英: Syncytin-2）は、胚が子宮へと着床する際に重要な役割を果たすタンパク質である。 ヒトではERVFRD-1遺伝子（endogenous retrovirus group FRD member 1, envelope）によってコードされる。
この遺伝子はすべての霊長類で保存されており、4,500万年前から存在することが推定されている。このタンパク質に対応する受容体はMFSD2である。マウスのシンシチンは真のオーソログではない。
ERVFRD-1遺伝子は、ガンマレトロウイルス様I型内在性レトロウイルス（ERV）のエンベロープに由来する。このプロウイルスには、gap（構造タンパク質）とpol（逆転写酵素）もコードされているが、何れも不活性化変異によりもはや機能していない。偶蹄目にも同様のERVがみられるが、霊長類とは独立してウイルス組み込みが起こった結果と推測されている。「I型」ERVをガンマレトロウイルスとは別の属に分類することも提案されている。